# 華金壽
華金壽（？—1900年），字竹軒，直隸省天津府天津縣人，清朝政治人物、進士出身。
同治十三年（1874年）甲戌科二甲一名進士，改庶吉士。光緒二年，授翰林院編修。光緒五年，任湖南鄉試正考官。光緒十一年，任河南學政。光緒十九年，任山東學政。光緒十九年，任左中允。光緒二十一年，任翰林院侍講、翰林院侍讀。光緒二十三年，任左庶子、翰林院侍講學士。光緒二十四年，升任翰林院侍讀學士、詹事府少詹事、詹事。光緒二十五年，任內閣學士、署工部左侍郎。光緒二十六年，任福建鄉試正考官、吏部左侍郎。